# سيلفا كوشينا
سيلفا كوشينا (بالإيطالية: Sylva Koscina )‏ (و. 1933 – 1994 م) هي عارضة، وممثلة أفلام، من مملكة يوغوسلافيا، ولدت في زغرب، توفيت في روما، عن عمر يناهز 61 عاماً، بسبب سرطان الثدي.

## التعليم
تعلمت في جامعة نابولي فيدريكو الثاني.

## وصلات خارجية
- سيلفا كوشينا على موقع IMDb (الإنجليزية)
- سيلفا كوشينا على موقع روتن توميتوز (الإنجليزية)
- سيلفا كوشينا على موقع ألو سيني (الفرنسية)
- سيلفا كوشينا على موقع ميوزك برينز (الإنجليزية)
- سيلفا كوشينا على موقع أول موفي (الإنجليزية)
- سيلفا كوشينا على موقع قاعدة بيانات الأفلام السويدية (السويدية)
- سيلفا كوشينا على موقع إن إن دي بي (الإنجليزية)
- سيلفا كوشينا على موقع قاعدة بيانات الفيلم (الإنجليزية)
- سيلفا كوشينا على موقع كينوبويسك (الروسية)